# 永泰门

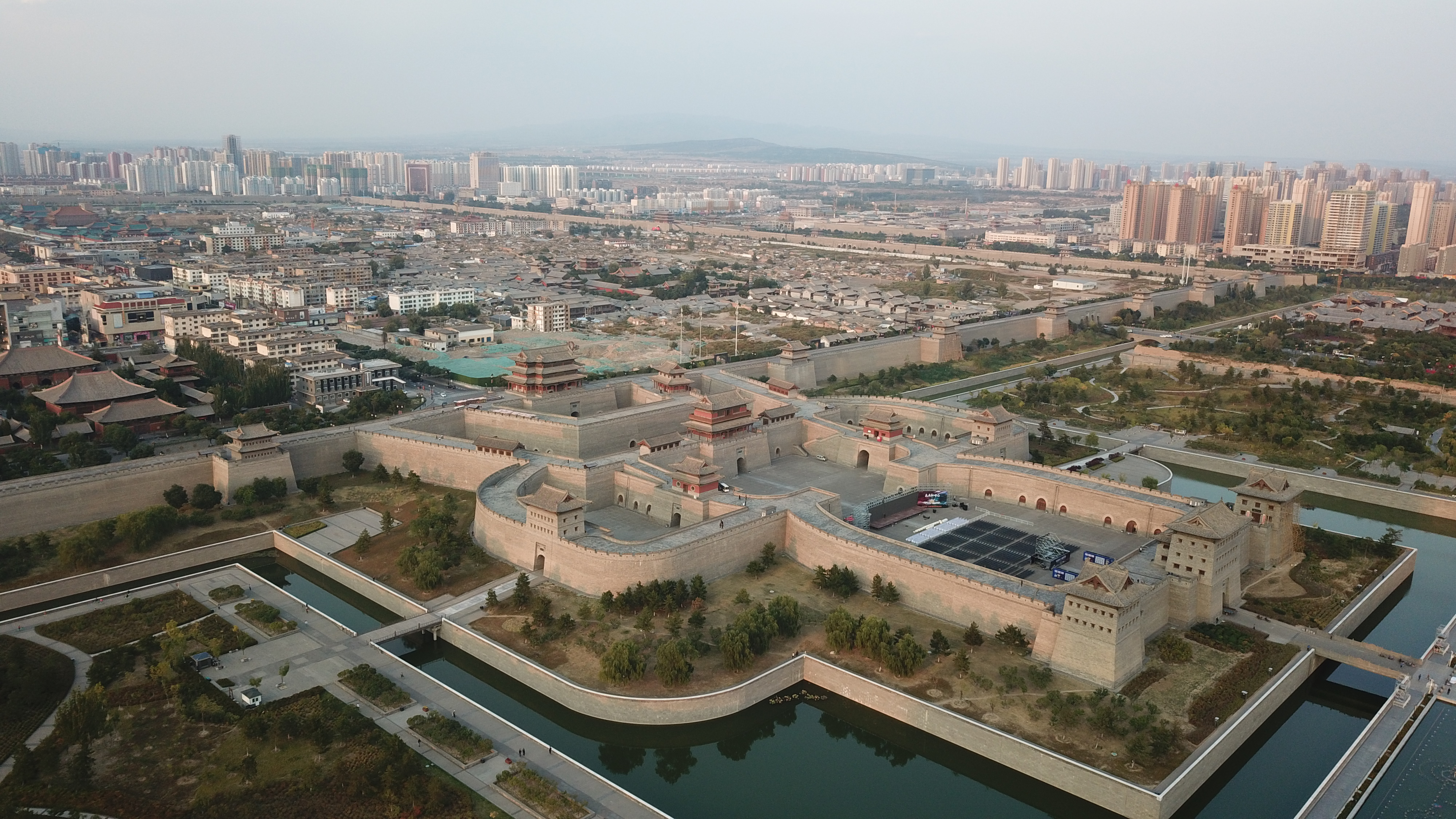

永泰门位于中国山西省大同市平城区，是大同古城的南门，是大同城墙四座城门中最大的城门。城内正对永泰门为永泰街（原名大南街）。

## 历史
永泰门建于明初。城墙破坏严重，残存的城门陆续拆除。1964年拆除南城门楼被“落架保护”，瓮城、望楼等被拆除。1979年-1981年，市政公司拓宽南街及南关道路时，拆除唯一幸存的南城门洞和登城马道。
2008年，大同市实施历史文化复兴与古城保护工程，对大同城墙进行修复，恢复明代规制。2010年5月，大同市开始大规模修复南城墙。

## 建筑
永泰门共有三道，门外有瓮城，瓮城外又筑有月城，还有关城和东西耳城，并建有城楼、月楼、箭楼各1座、护城河。城墙高大雄伟，坚固险峻，布防严密，各种防御设施齐备。修复后的古城墙雄伟壮观。

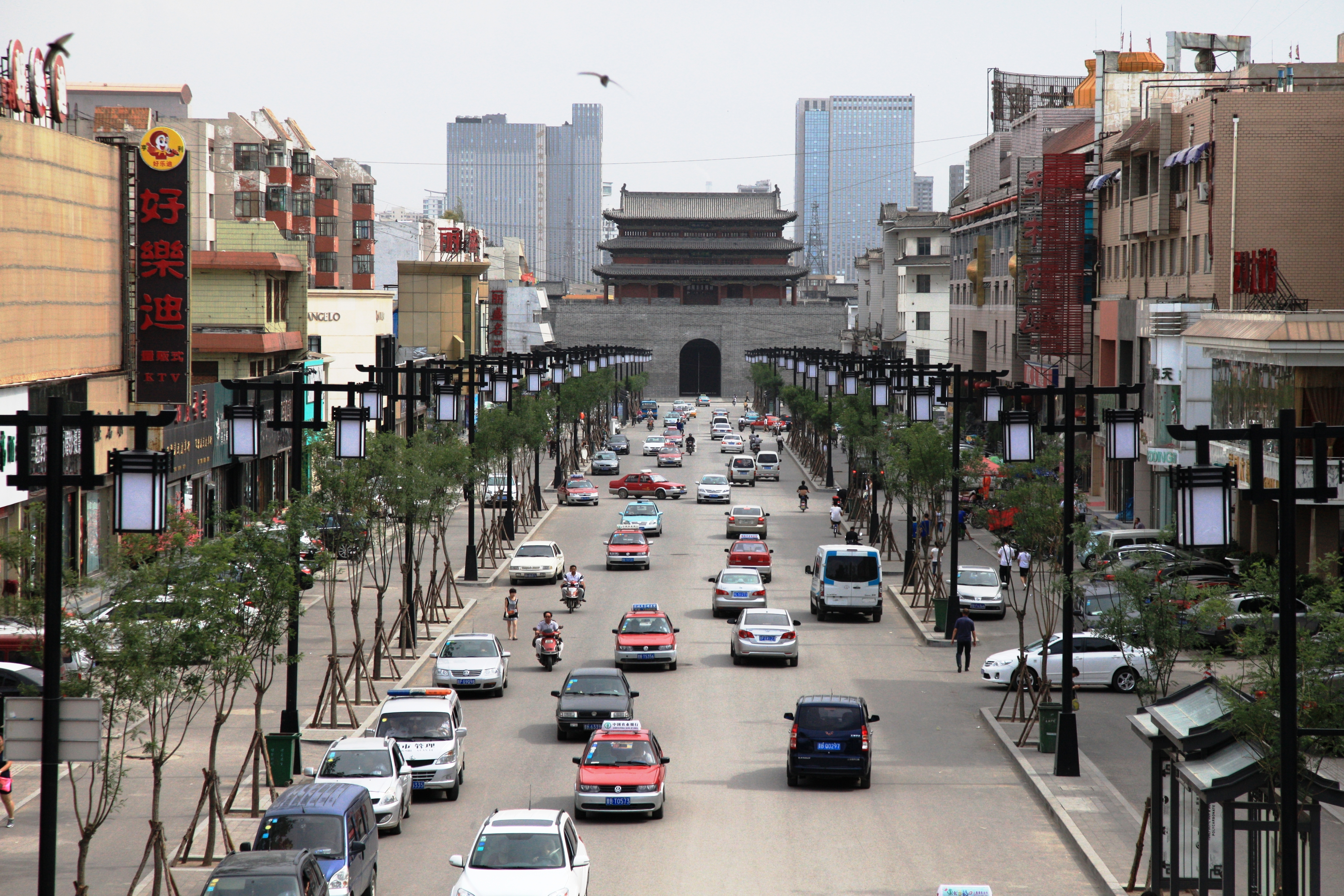
由鼓楼南望永泰街和永泰门

永泰门可登城游览、骑行。